# Privilégio branco
Privilégio branco é o privilégio que beneficia brancos sobre não-brancos, particularmente se estiverem nas mesmas circunstâncias sociais, políticas ou econômicas. As perspectivas acadêmicas como a teoria crítica da raça e estudos sobre a branquitude usam o conceito para analisar como o racismo e as  sociedades racializadas afetam a vida de pessoas brancas ou de pele branca.
De acordo com Peggy McIntosh, os brancos nas sociedades ocidentais desfrutam de vantagens que os não-brancos não experimentam, como "um pacote invisível de ativos não adquiridos". O privilégio branco denota vantagens passivas óbvias e menos óbvias que os brancos podem não reconhecer que possuem. Isso inclui afirmações culturais do próprio valor, presunção de maior status social e liberdade de movimento, de comprar, trabalhar, brincar e falar livremente. Os efeitos podem ser vistos em contextos profissionais, educacionais e pessoais. O conceito de privilégio branco implica também o direito de assumir a universalidade de suas próprias experiências, marcando os outros como diferentes ou excepcionais, enquanto se percebe como  normal.
Alguns comentaristas dizem que o termo usa o conceito de "brancura" como um proxy para  classe ou outro privilégio social ou como uma distração de problemas subjacentes mais profundos da desigualdade. Outros afirmam que não é que a branquidade seja um proxy, mas que muitos outros privilégios sociais são interconectados, exigindo análises complexas e cuidadosas para identificar como a branquidade contribui para o privilégio. Outros comentaristas propõem definições alternativas de brancura e exceções ou limites da identidade branca, argumentando que o conceito de privilégio branco ignora diferenças importantes entre subpopulações de brancos e indivíduos e sugerindo que a noção de brancura não inclui todas as pessoas brancas, notando um problema em reconhecer a diversidade de pessoas de cor e etnia dentro desses grupos.
Os escritores observaram que o "conceito acadêmico do privilégio dos brancos" às vezes suscita defensividade e mal-entendidos entre os brancos, em parte devido à maneira como o conceito de privilégio dos brancos foi rapidamente trazido para o centro das atenções por meio de campanhas como a Black Lives Matter (EUA).  Como um conceito acadêmico que foi trazido recentemente apenas para o mainstream, o conceito de privilégio branco é frequentemente mal-interpretado por não-acadêmicos; alguns acadêmicos, tendo estudado o privilégio dos brancos sem interferências por décadas, foram surpreendidos pela hostilidade aparentemente repentina dos críticos de  direita desde 2014.

## Definição
Embora a definição de "privilégio branco" tenha sido um pouco fluida, é geralmente aceito referir-se às vantagens implícitas ou sistêmicas que os brancos têm em relação às pessoas que são objetos do racismo; é a ausência de suspeita e outras reações negativas que as pessoas que são objetos de racismo experimentam.
O termo é usado em discussões focadas nos benefícios mais ocultos que os brancos possuem em uma sociedade onde o racismo é predominante e a brancura é considerada normal, em detrimento às pessoas que são alvo do racismo.  Sendo assim, a maioria das definições e discussões do conceito usa como ponto de partida a metáfora de McIntosh de "mochila invisível" que os brancos inconscientemente "usam" em uma sociedade onde o racismo é predominante.

## História do conceito

### Antes dos anos 1970
Na obra de 1935 Black Reconstruction in America, W. E. B. Du Bois introduziu o conceito de "salário psicológico" para trabalhadores brancos. Esse status especial, ele escreveu, dividia o movimento trabalhista, levando os trabalhadores brancos com baixos salários a se sentirem superiores aos trabalhadores negros com baixos salários. Du Bois identificou a supremacia branca como um fenômeno global, afetando as condições sociais em todo o mundo por meio do colonialismo.  Du Bois escreveu:

Deve-se lembrar que o grupo de trabalhadores brancos, embora recebessem um salário baixo, era compensado em parte por uma espécie de salário público e psicológico. Eles receberam deferência pública e títulos de cortesia por serem brancos. Eles foram admitidos livremente com todas as classes de brancos para funções públicas, parques públicos e as melhores escolas. A polícia foi retirada de suas fileiras e os tribunais, dependentes de seus votos, os trataram com tanta indulgência que incentivaram a ilegalidade. Seu voto selecionou funcionários públicos e, embora isso tenha pouco efeito sobre a situação econômica, teve grande efeito sobre seu tratamento pessoal e a deferência demonstrada. As escolas brancas eram as melhores da comunidade e eram conspetivamente colocadas, e custavam de duas a dez vezes mais per capita do que as escolas de não-brancos. Os jornais se especializaram em notícias que lisonjeavam os pobres brancos e quase que completamente ignoraram o negro, exceto no crime e no ridículo.— W. E. B. Du Bois, Black Reconstruction in America, 1860–1880 (New York: Free Press, 1995 reissue of 1935 original), pp. 700–701. ISBN 0-684-85657-3

## Aplicações na teoria crítica

### Teoria crítica da raça
O conceito de privilégio branco tem sido estudado por teóricos dos estudos da brancura, buscando examinar a construção e as implicações morais da 'brancura'. Muitas vezes há sobreposição entre as teorias críticas da branquidade e da raça, como demonstrado pelo foco na construção legal e histórica da identidade branca e no uso de narrativas (seja discurso legal, testemunho ou ficção) como uma ferramenta para expor sistemas de poder racial.
Teóricos críticos da raça, como Cheryl Harris e George Lipsitz dizem que a "brancura" tem sido historicamente tratada mais como uma forma de propriedade ou bem do que como uma característica racial: em outras palavras, como um objeto de valor intrínseco que deve ser protegido por instituições sociais e jurídicas. Leis e costumes relacionados à raça (do apartheid a Jim Crow que separam legalmente diferentes raças de preconceitos sociais contra relacionamentos inter-raciais ou comunidades mistas) servem para manter certas vantagens e privilégios para os brancos. Por esse motivo, as ideias acadêmicas e sociais sobre raça tendem a se concentrar apenas nas desvantagens sofridas pelas minorias raciais, ignorando os efeitos vantajosos que surgem para os brancos.

### Brancura não dita
De outra perspectiva, o privilégio dos brancos é uma maneira de conceituar as desigualdades raciais que se concentram nas vantagens que os brancos obtêm de sua posição na sociedade, bem como nas desvantagens que os não-brancos experimentam. Essa mesma ideia é trazida à luz por Peggy McIntosh, que escreveu sobre o privilégio dos brancos na perspectiva de um indivíduo branco. McIntosh declara em seus escritos que "como uma pessoa branca, percebi que havia aprendido sobre o racismo como algo que coloca os outros em desvantagem, mas que havia sido ensinado a não ver um de seus aspectos corolários, o privilégio branco que me coloca em vantagem". Para apoiar essa afirmação, McIntosh observa uma miríade de condições em seu artigo, nas quais as desigualdades raciais ocorrem para favorecer os brancos, desde alugar ou comprar uma casa em uma determinada área sem suspeita de sua capacidade financeira, até comprar ataduras na "cor de pele" corresponde ao tom de pele de uma pessoa branca. Ela afirma ainda:

[...]um padrão percorrendo a matriz do privilégio branco, um padrão de suposições que me foram passadas como pessoa branca. Havia um pedaço principal de território cultural; era meu próprio território, e eu estava entre aqueles que podiam controlar o território. Minha cor de pele era um ativo para qualquer movimento que quisesse fazer. Eu poderia pensar em mim como sendo melhor que outros e fazer os sistemas sociais funcionarem para mim. Eu poderia menosprezar, temer, negligenciar ou ignorar livremente qualquer coisa fora das formas culturais dominantes. Sendo da cultura dominante, eu também poderia criticá-la com bastante liberdade.

### Enriquecimento injusto
Lawrence Blum refere-se às vantagens para os brancos como privilégios de "enriquecimento sem causa", nos quais os brancos se beneficiam das injustiças feitas às pessoas de cor e articula que esses privilégios estão profundamente enraizados na cultura e no estilo de vida dos EUA:

Quando os negros têm acesso negado a casas desejáveis, por exemplo, isso não é apenas uma injustiça para os negros, mas um benefício positivo para os brancos que agora têm uma gama mais ampla de opções de domicílio do que teriam se os negros tivessem acesso igual à moradia. Quando as escolas urbanas fazem um péssimo trabalho na educação de seus alunos latinos e negros, isso beneficia os brancos no sentido de que eles são injustamente vantajosos na competição por níveis mais altos de educação e emprego. Os brancos em geral não podem evitar se beneficiar do legado histórico de discriminação e opressão raciais. Portanto, o enriquecimento sem causa quase nunca está ausente da situação de vida dos brancos.— White privilege: A mild critique. In». Theory and Research in Education. 6 (309): 311. doi:10.1177/1477878508095586

### Injustiça poupada
Na análise de Blum da estrutura subjacente do privilégio dos brancos, a "injustiça poupada" ocorre quando uma pessoa de cor sofre um tratamento injusto, enquanto uma pessoa branca não. Seu exemplo disso é quando "um negro é parado pela polícia sem justa causa, mas um branco não". Ele identifica privilégios de "enriquecimento sem causa" como aqueles pelos quais os brancos são poupados da injustiça de uma situação e, por sua vez, estão se beneficiando da injustiça de outros. Por exemplo, "se a polícia está muito concentrada em procurar violadores de lei negros, eles podem ser menos vigilantes em relação aos brancos, conferindo um benefício injusto para os brancos que violam as leis e que escapam à detecção por esse motivo".

### Privilégios não relacionados à injustiça
Blum descreve privilégios "não relacionados à injustiça" como aqueles que não estão associados a injustiças sofridas por pessoas de cor, mas se relacionam às vantagens de um grupo majoritário em relação a um grupo minoritário. Aqueles que são maioria, geralmente brancos, ganham "privilégios não adquiridos, não fundamentados na injustiça". Segundo Blum, nas culturas do local de trabalho tende a haver um caráter parcialmente etnocultural, de modo que alguns membros de grupos étnicos ou raciais os acham mais confortáveis do que outros.

## Situação no mundo
O privilégio branco funciona de maneira diferente em lugares diferentes. A pele branca de uma pessoa não será um trunfo para ela em todos os lugares ou situações possíveis. Os brancos também são uma minoria global, e esse fato afeta as experiências que eles têm fora de suas áreas de origem. No entanto, algumas pessoas que usam o termo "privilégio branco" o descrevem como um fenômeno mundial, resultante da história do colonialismo pelos europeus ocidentais brancos. Martin Jacques afirma que os homens brancos americanos são privilegiados em quase todos os lugares do mundo, embora muitos países nunca tenham sido colonizados por europeus ocidentais.
Em algumas contas, o privilégio global de brancos está relacionado ao excepcionalismo americano e à hegemonia.

### Angola
Para Lúcia da Silveira, presidente da Associação Justiça, Paz e Democracia, o privilégio branco é visível em qualquer parte do mundo e também em Angola mesmo após novembro de 1975, data da independência angolana da colonização portuguesa, os portugueses brancos em Angola têm tratamento diferenciado nos restaurantes, há zonas onde só circulam portugueses e é raro vê-los em táxis colectivos, como se houvesse um medo da sociedade angolana; a violência nas cidades, como em Luanda afecta primeiro aos negros e há uma percepção geral de que os portugueses brancos não se misturam com o restante da população.

### Brasil
No Brasil, o racismo estrutura todas as relações e está presente tanto nas relações cotidianas quanto nas relações de poder, o privilégio confere às pessoas brancas maiores salários, maior acesso à educação e até mesmo mais possibilidade de se manter vivo; o contexto cultural brasileiro evoca o mito da democracia racial, pautado nas ideias do sociólogo Gilberto Freyre. Sobre a democracia racial, Carlos Hasenbalg (1988, p.116) argumenta que o Brasil criou o "melhor dos mundos", ao manter simultaneamente o privilégio branco e a subordinação da população negra, assim evitando que a raça se constitua em um princípio de identidade coletiva e ação política:

[...] a eficácia da ideologia racial imperante se traduz no esvaziamento do conflito racial aberto e da articulação política da população de cor, fazendo com que os componentes racistas do sistema permaneçam incontestados, sem necessidade de apelo a um alto grau de coerção.— Carlos Hasenbalg
Para a pesquisadora em Psicologia Social da Universidade Federal de Santa Catarina (UFSC), Lia Vainer Schucman, afirmar que o racismo é um problema dos negros é um privilégio branco, uma forma do branco ganhar benefícios a partir do racismo e se desresponsabilizar deste problema social. Segundo a pesquisadora, a sociedade brasileira define quem é branco, e essa divisão depende de um lugar histórico de poder e estrutura. “Quem é branco no Brasil, não é necessariamente branco nos Estados Unidos. E quem é branco na Zona Norte do Rio de Janeiro pode não ser branco na Zona Sul. Ou seja, há uma ideia de superioridade civilizatória que esses indivíduos teriam em relação aos outros. A gente sabe que não há nada de superior, não tem raça de verdade. Há sim, uma construção social de relação de poder e força”.
A partir dos anos 2000, o privilégio branco se tornou uma discussão presente no mainstream como listas de situações cotidianas onde pessoas brancas passam a notar que têm privilégios como poder fumar maconha, beber em público sem opressão policial, andar em grupo à noite, não ser vigiado ao entrar em lojas etc.

### Portugal
No trabalho Racismo à portuguesa, de Joana Gorjão Henriques, a artista Grada Kilomba explica sobre privilégio branco: “Quando falamos de branquitude estamos a falar de entidades e de estruturas políticas, não de uma pessoa que é boa ou má.” Ou seja, “não tem a ver com moral”. Tem a ver com o facto de, "por questões históricas, sociais e políticas" haver um grupo de pessoas com "acesso a privilégios" (…) "Há um privilégio branco que eu não tenho como mulher negra. Uma mulher branca tem acesso a estruturas, a uma representação, a uma voz que eu não tenho. Quando abro o jornal não me vejo representada, entro num supermercado e não vejo as minhas crianças nos champôs. Sou constantemente confrontada com uma imagem que não é a minha e com a falta de representação. É um privilégio ser representado".